# Åke Ingeström
Anders Åke Samuel Ingeström (i riksdagen kallad Ingeström i Varpnäs), född 21 december 1867 i Stockholm, död där 15 mars 1928, var en svensk lantbruksskoleföreståndare och politiker (liberal).
Åke Ingeström, som var son till en notarie, studerade vid Ultuna lantbruksinstitut 1888-1890, var jordbrukskonsulent i Värmlands län 1898-1903 och blev därefter föreståndare för Varpnäs lantbruksskola. 
Han var riksdagsledamot i första kammaren för Värmlands läns valkrets från 1912 till sin död 1928. Som kandidat för Frisinnade landsföreningen tillhörde han dess riksdagsgrupp Liberala samlingspartiet, efter den liberala partisplittringen efterföljt av Frisinnade folkpartiet. Han var bland annat ledamot i jordbruksutskottet 1920-1927 och engagerade sig främst i jordbrukspolitik.